# Passiflora oerstedii
Passiflora oerstedii är en passionsblomsväxtart som beskrevs av Maxwell Tylden Masters. Passiflora oerstedii ingår i släktet passionsblommor, och familjen passionsblomsväxter. Utöver nominatformen finns också underarten P. o. choconiana.